# دلبستگی دهانی جلد ۲
دلبستگی دهانی جلد ۲ (به انگلیسی: Oral Fixation, Vol. 2) آلبومی از هنرمند اهل کلمبیا شکیرا است که در ۲۸ نوامبر ۲۰۰۵ منتشر شد.